# Airplane 2. – A folytatás
Az Airplane 2. – A folytatás (Airplane II: The Sequel) 1982-ben bemutatott amerikai filmvígjáték, a nagy sikerű 1980-as Airplane! című film folytatása. A rendező Howard W. Koch volt. Érdekesség, hogy az eredeti mozgókép stábjának nagy része nem vállalt szerepet ebben a filmben. Az Airplane 2.-t 1982. december 10.-én mutatták be Amerikában, karácsony előtt pár héttel. Idehaza VHS-en jelent meg 1995-ben.

## Cselekmény
Kezdő pilóta hősünk, Ted Striker (Robert Hays) kalandjai folytatódnak a második részben, most az űrben. Itt a Holdra szeretne a legénység elrepülni, de természetesen útközben nagy bajba keverednek: az űrhajó rövidzárlatos lesz. Most Strikernek kell megmentenie a napot és eljutni a Holdra.

## Szereplők
| Szerep                       | Színész              | Magyar hang      |
| ---------------------------- | -------------------- | ---------------- |
| Ted Striker                  | Robert Hays          | Gesztesi Károly  |
| Elaine Dickinson             | Julie Hagerty        | Juhász Judit     |
| Steven McCroskey             | Lloyd Bridges        | Szélyes Imre     |
| Simon Kurtz                  | Chad Everett         | Borbiczki Ferenc |
| Clarence Oveur kapitány      | Peter Graves         | Bács Ferenc      |
| Főtörzs                      | Chuck Connors        | Tardy Balázs     |
| Portás                       | Kenneth O’Brien      | Tardy Balázs     |
| Buck Murdock parancsnok      | William Shatner      | Szersén Gyula    |
| D.C. Simonton bíró           | Raymond Burr         | Csurka László    |
| Dr. Stone                    | John Vernon          | Orosz István     |
| Jacobs irányító              | Stephen Stucker      | Galbenisz Tomasz |
| Dave Unger navigátor         | Kent McCord          | Czvetkó Sándor   |
| Dunn elsőtiszt               | James A. Watson, Jr. | Galambos Péter   |
| A légitársaság megbízottja   | John Dehner          | Buss Gyula       |
| Bud Kruger / Reagan elnök    | Rip Torn             | N/A              |
| Joe Seluchi                  | Sonny Bono           | Bácskai János    |
| Pervis hadnagy               | Richard Gilliland    | Kálid Artúr      |
| Hallick rendőr hadnagy       | Floyd Levine         | Varga T. József  |
| Dr. Rumack (archív felvétel) | Leslie Nielsen       | Imre István      |
| Üzletember                   | Michael Currie       | Imre István      |
| Nő a babával                 | Pamela Guest         | Némedi Mari      |
| Légitársasági ügyintéző      | Madeleine Fisher     | Némedi Mari      |
| Ápolónő                      | Louise Sorel         | Némedi Mari      |
| Nő az oktatásügytől          | Gail Matthius        | Némedi Mari      |
| Jegyüzér                     | George Wendt         | Gáspár András    |
| John Wilson                  | Dennis Howard        | Horányi László   |
| Jimmy Wilson                 | Oliver Robins        | Glósz Viktor     |
| Tájékoztatási ügyintéző      | Ed Call              | Zágoni Zsolt     |
| Fehérruhás férfi             | Sam Anderson         | Botár Endre      |
| Mary                         | Wendy Phillips       | Tóth Ildikó      |
| Dave Walters                 | Howard Honig         | Verebély Iván    |
| Ügyész                       | John Larch           | Simon György     |
| Védőügyvéd                   | Sandy Ward           | Palóczy Frigyes  |
| Szemtanú                     | Louis Giambalvo      | Uri István       |
| Borotválkozó férfi           | Craig Berenson       | Harmath Imre     |
| Hurwitz hadnagy              | Ethel Merman         | Tábori Nóra      |
| Bemondó                      | Pat Sajak            | Katona Zoltán    |

## Fogadtatás
Mint az első részt, a folytatást is a Paramount Pictures készítette. Elődjével ellentétben a második rész nem lett annyira népszerű, mindössze 27.2 millió dolláros bevételt hozott a pénztáraknál. A Rotten Tomatoes nevű oldalon 42%-ra van értékelve, és a kritikusok sem rajongtak a folytatásért. Összességében vegyes vélemények születtek.